# Thomas Rodrigue
Pour les articles homonymes, voir Rodrigue.
Thomas Rodrigue est un taekwondoïste français.
Il remporte la médaille d'argent dans la catégorie des moins de 64 kg aux Championnats d'Europe de taekwondo 1984.